# Paul Rudolf von Bilguer
Paul Rudolf von Bilguer (21. září 1815, Ludwigslust – 16. září 1840, Berlín) byl německý šachový mistr a šachový teoretik, povoláním armádní poručík.
Bilguer patřil ke skupině Plejády, založené Ludwigem Bledowem, která se scházela v Berlínské šachové společnosti. Proslavil se knihou Handbuch des Schachspiels (česky Příručka hry šachové), nejstarším souhrnným manuálem šachové teorie. Po jeho předčasné smrti ji dokončil a roku 1843 vydal Bilguerův přítel Tassilo von Heydebrand und der Lasa, který také dále pokračoval v její aktualizaci v dalších vydáních.
Kromě toho je Bigluer autorem knihy Zur Theorie des Schachspiels. Das Zweispringerspiel im Nachzuge (1839), ve které rozebírá hru dvou jezdců v obraně.

## Vybrané šachové partie
- Paul Rudolf von Bilguer vs Baron Tassilo Heydebrand und der Lasa (1838)
- Paul Rudolf von Bilguer vs Karl Schorn (1839)